# Ahrenviöl
Ahrenviöl (fryz. Årnfjål, duń. Arenfjolde) – gmina w Niemczech w kraju związkowym Szlezwik-Holsztyn, w powiecie Nordfriesland, wchodzi w skład urzędu Viöl.